# Pimp Tea
Pimp Tea acronimo di Positively Influencing More People to Excel Artistically, pseudonimo di Troy Neilson (Fredericton, ...), è un rapper canadese, conosciuto anche con gli pseudonimi di Brockway Biggs e Pimp-T..
Pimp Tea si è laureato in Scienze dell'Informazione alla University of New Brunswick di Fredericton, Nuovo Brunswick, Canada nel maggio 2006. Il suo affetto per il luogo dove ha studiato è al centro della sua canzone "Can I Get a CS" dove menziona il nome di diversi membri della sua facoltà ed il Gillin Wing, la sezione dell'università dove ha sede il corso da lui frequentato.
Il suo singolo "Shake Ya Caboose", prodotto da Chaylon Brewster, ha vinto il East Coast Music Awards 2005 ("ECMA") nella categoria "Urban Single of the Year" ed è stato messo in programmazione su 35 diverse stazioni radiofoniche. I suoi due album hanno ricevuto la nomination ai Canadian Urban Music Awards nel 2000 ed agli ECMA (quattro, nel 2003 e 2005).  Pimp Tea si è esibito su MusiquePlus, ZeD TV, Breakfast Television, ed ai Giochi invernali canadesi del 2003. I suoi video sono stati programmati su MuchMusic e MusiquePlus.

## Discografia
- 2002: Power Is Mindful Peace
- 2004: An Urban Remedy